# 2008년 서울국제실험영화페스티벌
제5회 서울국제실험영화페스티벌은 2008년 9월 4일에 열린 시상식이다.

## 수상 및 후보

### BEST EXiS AWARD
- 아, 자유! - 벤 리버스 수상

### EXiS AWARD
- 포크송 - 리앤 에릭슨 수상

### KOREAN EXiS AWARD
- 에덴 - 김혜원 수상

### 후지상
- 숨 - 장민용 수상

### 엑스-나우
- 숨 - 장민용
- 설탕 발림 필름 - 서원태
- 원 마인드 - 정지나
- 스틸 라이트 - 제프 윈치
- 삭사포야 - 크리스티나 본 그레베
- 곡예사 - 크리스 케네디
- 나이트스틸 - 엘케 그륀
- 딥 식스 - 사미 반 잉엔
- 물러서시오! - Stadtmusik
- 나르크 - 미리엄 베셋
- 빨주노초파남보 - 홍지현
- 매크로 드로잉 - 주재형
- LlIiGgHhTt - 박찬호
- 크로니콘 - 미셸 파블로
- 사이의 영역 - 마르틴 반 보벤
- 불안한 마음 - 치웬 로
- 일,휴식,그리고 놀이 - 피플 라이크 어스
- 켄터키 블루스 - 김학순
- 쇼핑 - 세바스티앙 모르
- 900미터 아래 - 에멜리 칼손 그라스
- 포크송 - 리앤 에릭슨
- 위대한 타자들 - 조혜정
- 아, 자유 - 벤 리버스
- ‘그’를 찾아서 - 정윤석
- 락 - 쿠르트 드 헤슬레
- 살아있는 대지 - 조나단 프랑코
- 아니한덛 - 이종신
- 래나코스타블르 - 오렐리 패드롬
- 픽스 - 야스토 유우라
- 오하루의 일생을 보다 - 황선숙
- 정원/가꾸기 - 에리코 소노다
- 서울 극장 - 임미랑
- 초봄에 우울해지다 - 김해민
- '특별한'주거지 - 최규완
- 넘버나인 - 거도 반 데어 베르베
- 아둔한 - 지크프리트 프뤼하우프
- 현기증 - 요한 루어프
- 부드러운 - 얀 베르트랑 외 1명
- 앙리트 - 미하이 그레쿠
- 경계의 저편 - 슈테판 리히터
- 에덴 - 김혜원
- 님프 - 켄 제이콥스
- 또 하나의 소실점 - 변재규
- 의식의 관통 - 아론 먼슨
- 트란스팔루미네이션 연군 - 피터 로즈
- 대장장이의 모루대 - 미키오 사이토 외 1명
- 이것은 닻이 아니다, 이배는 닻이 아니다 - 마리아나 밀로라
- 빅밴드 프로젝트 - 다니엘 칼보
- 신체교육 - 안드레스 테누사르
- 바아씨 - 클레멘스 코글러
- 인생을 담는 조이트로프 - 마크 사이먼 휴이스

### 엑스-초이스
- 해피엔딩 - 박지훈
- 토니 콘래드, 꿈의 미니멀 리스트 - 마리 로시에
- 반달 게임 - 박병래
- 유년의 샘 - 존 카니자로
- 수준 없는 사람 - 라스 아르헤니우스
- LIQST_액체 상태 - 아나벨라 코스타
- 타일 메일 - 게르규 소모지바리 외 1명
- 치유하기 힘든 마음을 위한 찬가 - 에밀리 베이듀크 외 1명
- 취한 - 마리안네 토이니센
- 애니 로이드 - 세실리아 콘디트
- 왜곡된 영역 - 마누엘 크납
- df/dx - 토머스 핼먼
- 가을 - 샌드라 파워스 외 1명
- 플라잉 소시 - 마리 로지에
- VOC/VIP: 네덜란드 체험! - 아르노 쾨넨 외 1명
- 홍등가 그래피티 - 가스키 히라오카
- 창 너머 푸른 하늘 - 조던 래리
- 노 데미지 - 가스파 슈트라케
- 큐브릭 공간 - 사크파 스트라케
- S.I.T.E - 빠블로 올로프스키
- 클로디아와 폴 - 헬리 기즈다
- 최종 목적지 - 필립 비트만
- 캐치44 - 백남준
- 생명의 빛 - 스탠 브래키지
- 인푼데 루멘 코르디부스 - 브루스 엘더
- 플리커 - 토니 콘라드
- One 11과 103 - 존 케이지 외 1명
- 존 케이지, 제임스 조이스를 공연하다 - 타카히코 이이무라
- 마르셀 뒤샹과 존 케이지 - 시게코 쿠보타
- 존 케니지에 대한 헌정 - 백남준
- 이탈리안 노트북 - 요나스 메카스
- 서스펜션 - 니콜라 프로보스트

### 엑스-레트로
- 케이크와 스테이크 - 에비게일 차일드
- 미래는 당신 뒤에 있다 - 에비게일 차일드
- 서프 앤드 터프 - 에비게일 차일드
- 서문들 - 에비게일 차일드
- B/Side - 에비게일 차일드
- 위기 - 에비게일 차일드
- 어두워 어두워 - 에비게일 차일드
- 표면 소음 - 에비게일 차일드
- 자비 - 에비게일 차일드
- 은밀한 행동 - 에비게일 차일드
- 거울 세상 - 에비게일 차일드
- 기우제(레인댄스) - 헬렌 힐
- 배 - 헬렌 힐
- 세상에서 가장 작은 시장 - 헬렌 힐
- 스크래치와 울음 - 헬렌 힐
- 사랑의 터널 - 헬렌 힐
- 너의 새끼돼지가 기다리고 있어 - 헬렌 힐
- 로지를 위한 영화 - 헬렌 힐
- 윙어부인 영화를 만들다 - 헬렌 힐
- 쥐구멍들 - 헬렌 힐
- 보헤미아 타운 - 헬렌 힐
- 플로리스틴 콜렉션 - 헬렌 힐
- 발 밑에 - 알렉스 맥킨지
- 케이크 좀 먹지 - 헬렌 브렌딘
- 홀리브 각오하다 - 실로엔 데일리
- V=d/t - 에이미 록하트
- 인어와 피클 - 트릭시 스윗비틀즈
- 네가지 토론토 영화 - 닉키 해믈린

### 엑스-인
- 이디오피아 프로젝트 - 김계중
- 루프 더 루프- 차이와 반복 - 김연정
- 유리 운동 2001~2004 - 허욱
- 반란 - 에비게일 차일드

### 인디 비주얼
- 모헨죠다로 - 고창수
- 손은 태양을 등지고 - 고창수
- 어떤 가을날 - 고창수
- 햇빛 속의 손 - 고창수
- 샤먼의 환상 - 고창수
- 렌즈를 통하여 어둡게 - 고창수
- 천체 관측 - 진 리오타
- 과학자의 10가지 가장 아름다운 실험 #10 - 진 리오타
- 과학자의 10가지 가장 아름다운 실험 #2 갈릴레오 - 진 리오타
- 언젠가 이건 더 이상 존재하지 않을 지도 모른다 - 진 리오타
- 오니즈카를 위한 하이쿠 - 진 리오타
- 월식 - 진 리오타
- 낮과 밤을 만드는 것 - 진 리오타
- 묵티카라 - 진 리오타
- 우리 인간이 영원히 오류를 범하는 것 - 진 리오타
- 창 - 진 리오타
- 마법의 땅 - 진 리오타
- 좋은 친구 - 제이 로젠블라트
- 기도 - 제이 로젠블라트
- 나는 한 때 필름메이커였다 - 제이 로젠블라트
- 너무 좋아해 - 제이 로젠블라트
- 나는야 찰리 채플린 - 제이 로젠블라트
- 환각 사지 - 제이 로젠블라트
- 난 단지 의미 있는 사람이고 싶다 - 제이 로젠블라트
- 9개의 생 : 지금이라는 영원한 순간 - 제이 로젠블라트
- 벌레 - 제이 로젠블라트
- 금지
- 가쁜 숨
- 인간의 잔재
- 유대인의 왕
- 불타는 개미 냄새

### 랩 프로그램
- 해빙 - 샤나 맥도널드
- 펄션 - 이자벨라 프루스카 올덴오프
- 무제 - 댄 브라운
- 주름펴기...나방이 고치에서 나올 때 - 타일러 타카치
- 씨: 원 아이드 제일 - 켈리 이건
- 죽음 파트 - 세바스찬 헨릭슨
- 소리 없이 끈기 있는 거미 - 앤드류 르녹스
- 신체를 가로지르는 - 새라 맥클린
- 벽 이면과 계단 아래에서 - 크리스티나 배틀
- 은총으로 - 조슈아 보네타
- 천국이 있다면, 우리 엄마는 꼭 가게 될거야 - 켈리 이건
- 수호천사 - 마이클 스탠리
- 유한성 - 세바스찬 헨릭슨
- 랩무비 - 세바스찬 헨릭슨
- 유령, 그리고 자갈로 된 길 - 마이크 롤로
- 빛의 움직임 - 칼 르미외
- 불안정한 고리 - 줄리앙 이드락
- 피노체트의 여인들 - 에두아르도 멘스
- 페이퍼 노틸러스 - 앰버 굿윈
- 서부에서의 그을림 - 칼 르미외
- 두 갈래 길이 있는 정원 - 말레나 슬램
- 유물 - 스티븐 레이도우스
- 비록 그녀가 아무 말 하지 않았어도, 이곳이 그녀의 목소리가 자리하던 곳이라네 - 린제이 맥킨타이어
- 소동 - 에두아르도 멘즈
- 무제 - 루치아 페주오글리오
- 롤라 - 마이크 롤로
- 시차 - 마이크 롤로
- 떠오르는 모든 것 - 다이치 사이토
- 호프 레코딩 디스크 - 정지나
- 외출 - 홍수경
- 과거의 사람들 - 이두나
- 오토바이 - 이원우
- 교미기 - 장은주
- 더스트 - 채훈정
- 쿡 - 이채민
- 새 - 김은정
- 남희의 노래 - 서유리
- 나는 본다 - 홍수경
- 대안적 연대기 - 조혜정